# ランボルギーニ・コアトル
ランボルギーニ・コアトルはイタリアの自動車メーカーであるランボルギーニによって製造されたコンセプトカーである。

## 概要
コアトルはディアブロをベースに製造されたモデルで、生産はメキシコで行われた。
ランボルギーニがメガテックの傘下だった1994年、アメリカでのディアブロシリーズの販売が好調で、1995年にランボルギーニ・ラティーノアメリカによって限定生産シリーズとしてコアトルが製造された。コアトルはサーキット走行を目的としたエアロパーツを装着し、ディアブロとは全く異なる外装になっている。ボディは職人の手作業により、14層の塗装が施されたボディは角度によってオレンジ、赤、茶色に色が変化して見える。
エンジンは6.3L V12エンジンで最高出力635PSを発揮する。0-100km/hは3.6秒、最高速度385km/h以上。インテリアはオーナーの希望で染色が可能なツートンレザーで仕上げられ、ステアリングホイールは木製。
当初コアトルは20台限定で製造する予定だったが、製造されたのは3台のみだった。3台目の白色の個体のみフロントデザインが変更され、2001年に2800万円で販売された。この個体はエロスGT-1という車名になっている。
コアトルはランボルギーニで唯一、メキシコとラテンアメリカで製造されたモデルとなった。
その後ランボルギーニ・ラティーノアメリカから後継モデルとしてエイラーが発表された。